# Skansen

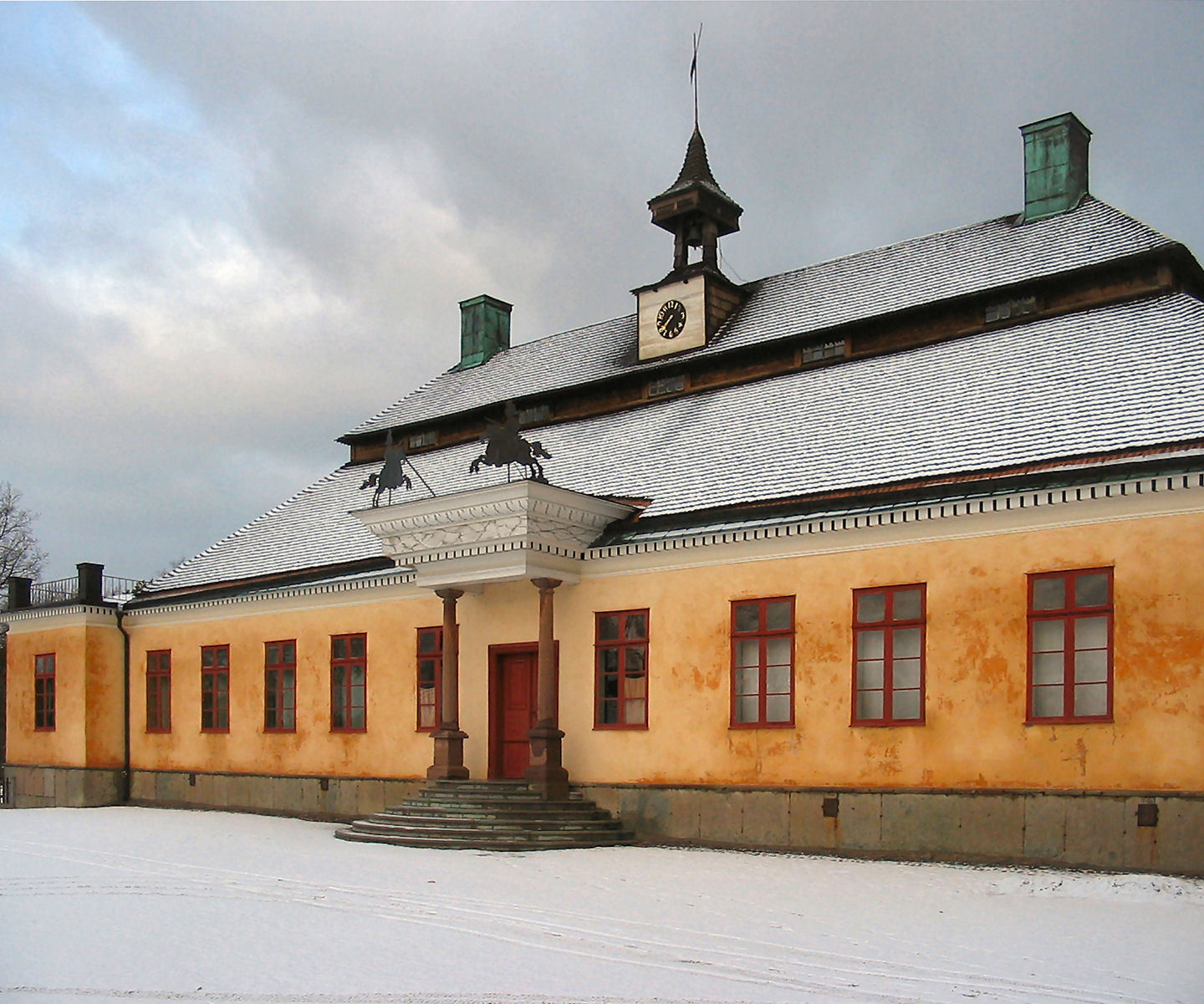
Dwór w Skansenie w Sztokholmie

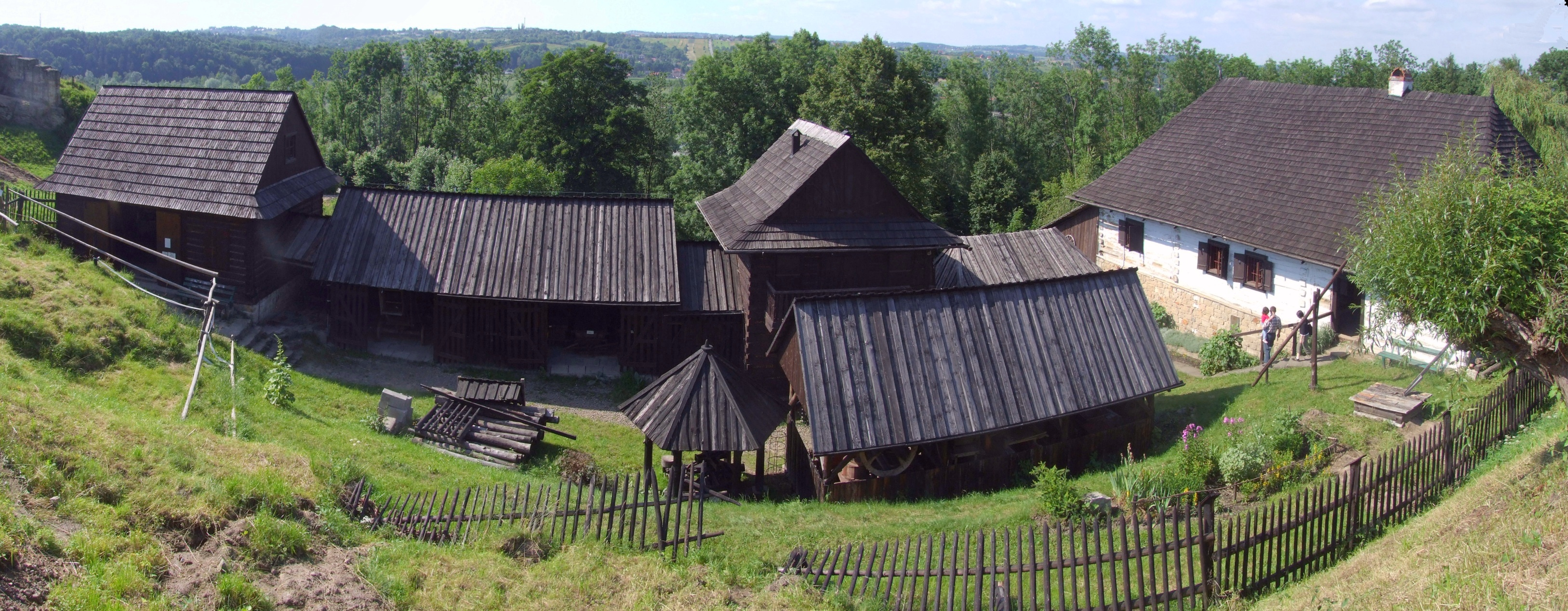
Skansen w Dobczycach

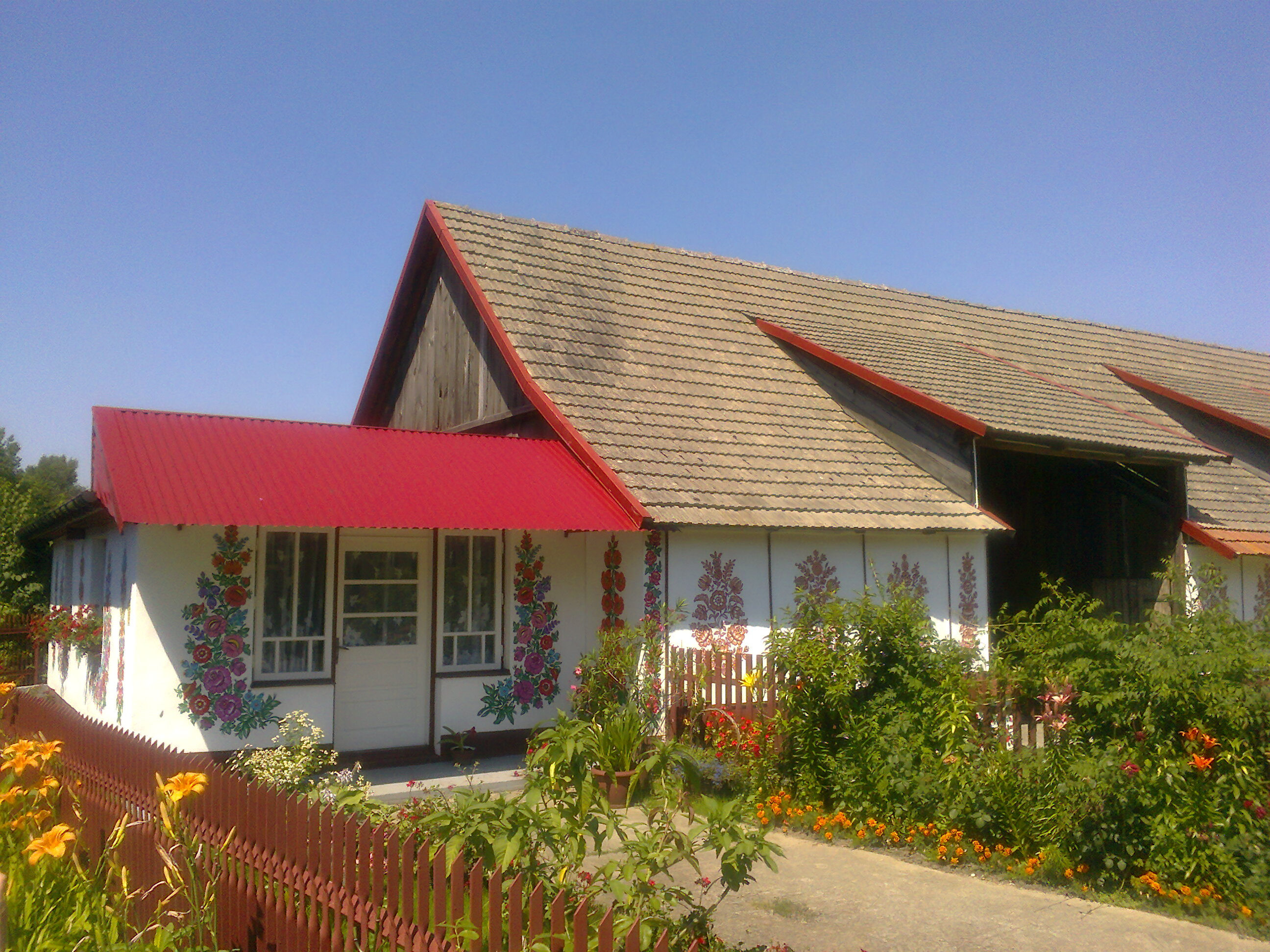
Skansen w Zalipiu

Skansen (muzeum skansenowskie,  muzeum na wolnym powietrzu (ang. open-air museum)) – potoczne określenie muzeum na wolnym powietrzu, którego celem jest zaprezentowanie kultury ludowej danego regionu lub też ekspozycja obiektów zabytkowych (archeologicznych, budowlanych, etnograficznych). Polskie muzea skansenowskie zrzeszają się w Stowarzyszeniu Muzeów na Wolnym Powietrzu. Najstarszym skansenem w Polsce jest Kaszubski Park Etnograficzny we Wdzydzach.

## Etymologia nazwy
Nazwa tego typu muzeów wywodzi się od szwedzkiej nazwy własnej, parku Skansen, użytej dla otwartej w 1891 przez Artura Hazeliusa ekspozycji 150 przykładów architektury drewnianej z terenu całego kraju, na wyspie Djurgården na terenie Sztokholmu, gdzie po raz pierwszy przygotowano tego typu zbiór zabytków w Szwecji (wcześniej powstał m.in. skansen w Oslo). Przeniesiono tam z różnych regionów kraju charakterystyczne dla nich budynki wiejskie.

## Rodzaje skansenów

### Skansenyetnograficzne[2]
Przenosi się do nich typowe bądź wyjątkowe przykłady najczęściej architektury ludowej z danego obszaru, a wraz z budynkami ich wyposażenie, sprzęty, narzędzia, wystrój, stroje ludowe i inne elementy folkloru.

### Skanseny techniki i przemysłu
Nazwy tej obecnie używa się także dla zebranych pod gołym niebem zabytkowych obiektów technicznych. Skansenami nazywa się kolekcje taboru kolejowego, np. Skansen taboru kolejowego w Chabówce, stare kopalnie i przygotowane do zwiedzania fortyfikacje np. Skansen Fortyfikacyjny – Oderstellung – Leśna Góra, Skansen fortyfikacyjny w Dobieszowicach.